# Motmot à sourcils bleus
Eumomota superciliosa
Genre
Espèce
Statut de conservation UICN

 LC  : Préoccupation mineure
Le Motmot à sourcils bleus (Eumomota superciliosa) est une espèce d'oiseaux appartenant à la famille des Momotidae. C'est l'unique espèce du genre Eumomota.
C'est l'oiseau national du Salvador et du Nicaragua,.

## Description
Le motmot à sourcils bleus mesure entre 33 et 38 cm de long. Il a la tête marquée par deux sourcils bleu turquoise pâle et un masque noir. La gorge est également marquée par une longue tache noire. Le dos et l'abdomen sont roux, les ailes turquoise et le ventre vert. Les deux rectrices médianes sont ornées de deux raquettes et présentent une portion nue du rachis plus longue que chez les autres motmots. Les juvéniles sont plus ternes, avec une absence de roux sur le dos.
Cet oiseau émet un croassement rude.

## Répartition et habitat

### Répartition
Il vit en Amérique centrale au Costa Rica, au Salvador, au Guatemala, au Honduras, au Mexique et au Nicaragua.

### Habitat
Cet oiseau fréquente les forêts et les zones semi-ouvertes, ainsi que les fourrés. On peut également le trouver occasionnellement dans des jardins ou des plantations.

## Écologie et comportement

### Alimentation
Le motmot à sourcils bleus se nourrit en grande majorité d'insectes (notamment des coléoptères, hyménoptères et orthoptères) et autres arthropodes, ainsi que de petits lézards et serpents. Il peut aussi se nourrir de fruits en petite quantité. Il chasse en général depuis un affût bien qu'il puisse également attraper des insectes au vol.

### Reproduction
Le motmot à sourcils bleus niche typiquement dans un terrier creusé sur les bancs d'une rivière ou dans une falaise. Il peut aussi bien nicher seul qu'en colonies pouvant atteindre la centaine de couples. Il se reproduit entre la mi-mai et la mi-juillet au Mexique, et à partir d'avril voire fin mars au sud de son aire de répartition. Les couvées comportent 2 à 6 œufs, qui éclosent après 18 à 20 jours. Les petits sont capables de quitter le nid après 3 à 4 semaines,.

## Systématique
Le motmot à sourcils bleus a été décrit pour la première fois par Henri Robertson Sandbach en 1837, sous le nom Pyronites superciliosus. Il est reclassé dans le genre nouvellement créé Eumomota par Philip Sclater, notamment en raison de sa différence marquée avec les autres motmots. Il est à l'heure actuelle le seul membre de ce genre.
Selon la classification de référence du Congrès ornithologique international (14.2, 2024) il se répartit en sept sous-espèces :
- Eumomota superciliosa bipartita Ridgway, 1912 — du sud du Mexique à l'ouest du Guatemala ;
- Eumomota superciliosa superciliosa (Sandbach, 1837) — sud-est du Mexique ;
- Eumomota superciliosa vanrossemi Griscom, 1929 — centre du Guatemala (rios Chixoy et Motagua) ;
- Eumomota superciliosa sylvestris Carriker & Meyer de Schauensee, 1936 — est du Guatemala ;
- Eumomota superciliosa apiaster (Lesson, 1842) — El Salvador, ouest du Honduras et Nicaragua ;
- Eumomota superciliosa euroaustris Griscom, 1929 — nord du Honduras ;
- Eumomota superciliosa australis Bangs, 1906 — sud-ouest du Nicaragua et nord-ouest du Costa Rica.

## Le motmot à sourcils bleus et l'humain

### Conservation
Le motmot à sourcils bleus est considéré comme une « préoccupation mineure » par l'UICN (2 août 2025), en raison de sa population dépassant les 500 000 individus et sa large aire de répartition.